# 1972年ミュンヘンオリンピック

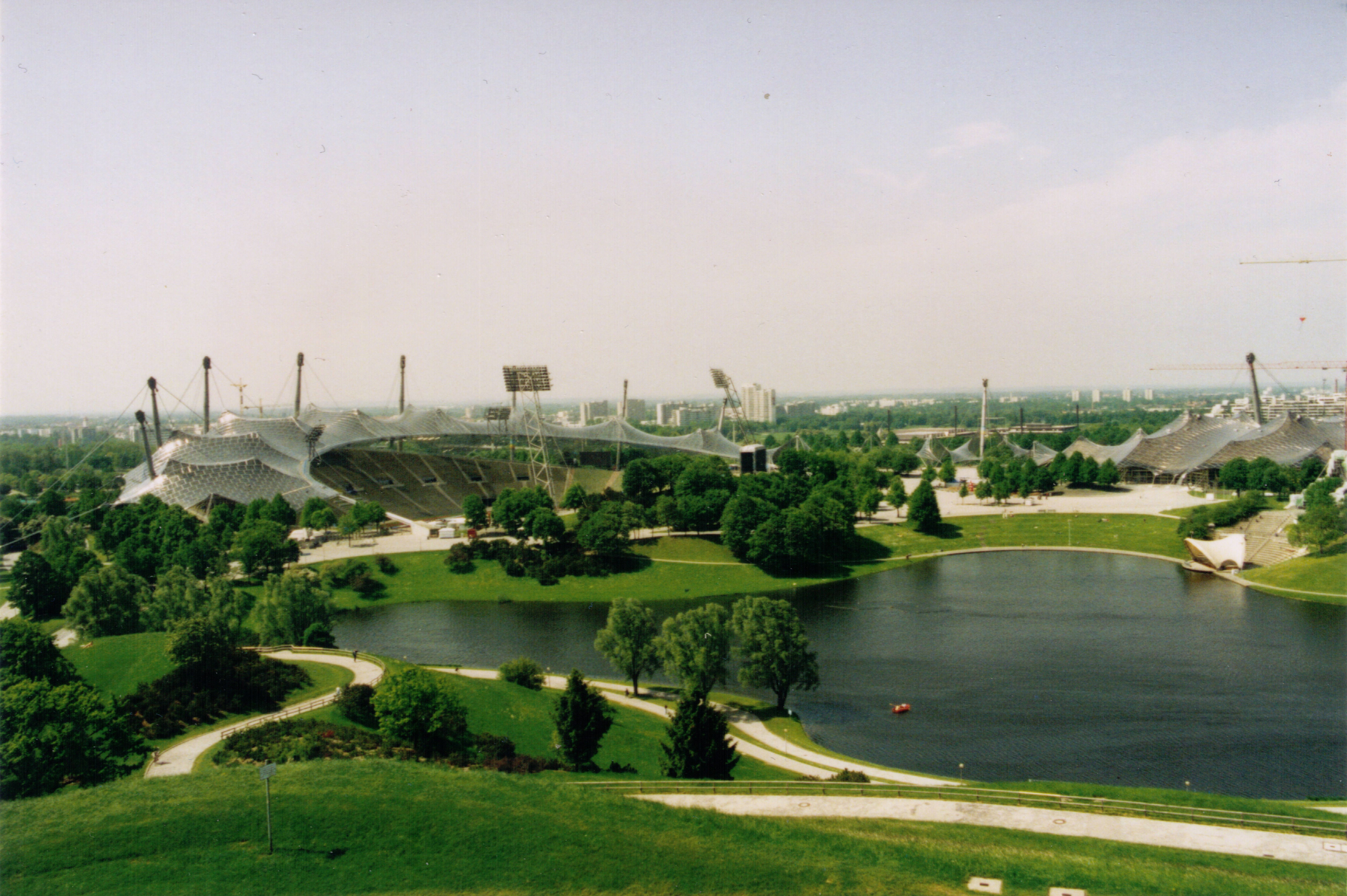
ミュンヘンオリンピック会場

1972年ミュンヘンオリンピック（1972ねんミュンヘンオリンピック）は、1972年8月26日から9月11日まで、西ドイツ（現：ドイツ）のミュンヘンで開催されたオリンピック競技大会。ミュンヘン1972（Munich 1972、München 1972）と呼称される。
オリンピック史上最悪の悲劇といわれるミュンヘンオリンピック事件が発生したことで知られる。

## 大会開催までの経緯
ミュンヘンオリンピックの開催は1966年4月26日、イタリアのローマで開かれた第64回IOC総会で決定された。
| 都市           | 国             | 1回目 | 2回目 |
| -------------- | -------------- | ----- | ----- |
| ミュンヘン     | 西ドイツ       | 29    | 31    |
| マドリード     | スペイン       | 16    | 16    |
| モントリオール | カナダ         | 6     | 13    |
| デトロイト     | アメリカ合衆国 | 6     | -     |

## 大会マスコット
マスコットはダックスフントがモチーフになったバルディーで、夏季オリンピック大会に登場した最初の大会マスコットでもあった。

### ポスターデザイン
オリンピックのポスターデザインに、日本からは荒川修作が参加した。

## ハイライト
ドイツでの開催は、1936年ベルリン大会以来2回目となるが、第一次世界大戦により開催取り止めとなった1916年大会も回次が残る（「みなし開催扱い」）ため、公式上は3回目となる。しかし、マスメディアにおける報道では現実に行われた開催回から考慮されるため、ドイツで2回目の五輪として報道される場合がほとんどである。第二次世界大戦後としてはドイツ初となるオリンピック開催であり、当時は分断国家であった東ドイツと西ドイツの相互承認と国際連合への同時加盟を間近に控えていた時期でもあった。
この大会から、柔道とハンドボールが正式種目として復活した。開会式で選手宣誓だけでなく審判宣誓も行うようになったのも、この大会からである。
日本男子体操が最も強さを誇った大会でもある。全8種目24個のメダルのうち、16個を日本が獲得。団体では、1960年ローマ・1964年東京・1968年メキシコに続いて4連覇。個人総合と鉄棒と平行棒では金銀銅メダル独占。鉄棒金メダルの塚原光男が開発した「月面宙返り」が、以後世界の体操界で長年使用される革命的な技となる。
日本男子バレーボールは大会前から日本国内の話題をさらい、テレビ番組「ミュンヘンへの道」なども放送されていた。準決勝の対ブルガリア戦でセットカウント0-2からの奇跡の逆転劇を演じ、金メダルを獲得。
競泳のマーク・スピッツ（アメリカ）が、出場した全種目（自由形100m・200m、バタフライ100m・200m、リレー400m・800m、メドレー400m）において全て世界記録で優勝し、7個の金メダルを獲得。北京オリンピックでマイケル・フェルプスが8個の金メダルを獲得するまでは、1大会で獲得した最多金メダル記録だった。
男子バスケットボール決勝（アメリカ対ソ連）では、この種目の採用以来無敗を誇ったアメリカが終了間際に逆転され、初めて敗れる波乱があった。ソ連が逆転に成功した、試合時間残り3秒からのプレイの中断と再開及びそのやり直し（タイムを戻してのリプレイ）という一連の処置を不服としたアメリカチームは、表彰式の出場と銀メダルの受取を拒否した。

また、アメリカの陸上競技では同じく第1回大会以来無敗を誇っていた棒高跳びの優勝を東ドイツのヴォルフガング・ノルトウイックにさらわれた他、男子100m走の準々決勝においてアメリカの選手が競技に遅刻して失格するなどの失態もあった。

次回大会のモントリオールオリンピック以降は一部の国がボイコットで不参加となったため、ほぼ全世界の国と地域が参加したオリンピックとしてはソウルオリンピックまで待たねばならなかった。

### ミュンヘンオリンピック事件
会期中の9月5日、パレスチナのゲリラが選手村のイスラエル選手宿舎を襲撃した。イスラエル選手団のレスリングコーチとウエイトリフティングの選手を殺害した後、9人を人質にした。救出は失敗し、銃撃戦の末、人質9人全員とゲリラ5人、警官1人が死亡する大惨事となった。

## 主な競技会場
- オリンピアパーク
  - ミュンヘン・オリンピアシュタディオン
  - オリンピアハレ
  - ボクスハレ
  - ラッドシュタディオン
  - ホッケーアンラウンジ
  - バレーボールハレ
  - シュウィムハレ

- グレーター・ミュンヘン地区
  - オーバーシュライスハイムレガッタコース
  - バスケットボールハレ（現・アウディ・ドーム）
  - メッセージランデ
  - アーバン・スタジアム
  - ヤーンシュタディオン
  - スリーリバーズスタジアム
  - ESVシュタディオン

## 実施競技と日程表
| 競技名 / 日付        |
| 開会式／閉会式       |
| 陸上競技             |
| ボート               |
| バスケットボール     |
| ボクシング           |
| カヌー               |
| 自転車競技           |
| フェンシング         |
| サッカー             |
| 体操                 |
| ウエイトリフティング |
| ハンドボール         |
| ホッケー             |
| 柔道                 |
| レスリング           |
| 競泳                 |
| 飛び込み             |
| 水球                 |
| 近代五種             |
| 馬術                 |
| 射撃                 |
| アーチェリー         |
| バレーボール         |
| ヨット               |
| 水上スキー           |
| バドミントン         |
| -------------------- |

註．バドミントンと水上スキーは公開競技

## 各国の獲得メダル
| 順 | 国・地域           | 金 | 銀 | 銅 | 計 |
| -- | ------------------ | -- | -- | -- | -- |
| 1  | ソビエト連邦       | 50 | 27 | 22 | 99 |
| 2  | アメリカ合衆国     | 33 | 31 | 30 | 94 |
| 3  | 東ドイツ           | 20 | 23 | 23 | 66 |
| 4  | 西ドイツ（開催国） | 13 | 11 | 16 | 40 |
| 5  | 日本               | 13 | 8  | 8  | 29 |
| 6  | オーストラリア     | 8  | 7  | 2  | 17 |
| 7  | ポーランド         | 7  | 5  | 9  | 21 |
| 8  | ハンガリー         | 6  | 13 | 16 | 35 |
| 9  | ブルガリア         | 6  | 10 | 5  | 21 |
| 10 | イタリア           | 5  | 3  | 10 | 18 |

## 冬季オリンピック招致へ
2009年にミュンヘンは2018年冬季オリンピックの開催地に立候補した。実現すれば史上初（※）となる同一都市での夏・冬五輪開催となるはずであったが、韓国の平昌に敗れた。
（※）厳密には軽井沢町が、1964年東京オリンピックで馬術を、1998年長野オリンピックでカーリングを、それぞれ開催しており、競技会場としては長野県が世界で初めて夏季・冬季両方のオリンピックを開催したことになる。開催都市としては、北京が史上初の同一都市での夏・冬五輪開催となる。